# Megaselia major
Megaselia major är en tvåvingeart som först beskrevs av Wood 1912.  Megaselia major ingår i släktet Megaselia och familjen puckelflugor. Arten är reproducerande i Sverige. Inga underarter finns listade i Catalogue of Life.